# Franco Baresi
Franco Baresi (* 8. Mai 1960 in Travagliato, Lombardei) ist ein ehemaliger italienischer Fußballspieler und -trainer und heutiger Fußballfunktionär. Der Abwehrspieler verbrachte von 1974 bis 1997 seine gesamte Jugend- und Profikarriere bei der AC Mailand, mit der er insgesamt 19 Titel gewann, unter anderem sechs Mal die italienische Meisterschaft und drei Mal die UEFA Champions League bzw. den Europapokal der Landesmeister. Insgesamt bestritt er 719 Pflichtspiele für den Klub und war von 1982 bis 1997 Mannschaftskapitän. Seine Rückennummer 6 wird aufgrund der Verdienste und Treue zum Verein bis heute nicht mehr vergeben. Franco Baresi gilt als einer der besten Liberos der Fußballgeschichte und ist unter anderem Teil der Hall of Fame des Italienischen Fußballs, des Ballon d’Or Dream Team sowie der FIFA 100.
Baresi lief 81 Mal für die italienische Nationalmannschaft auf, mit der er 1982 Weltmeister (ohne Einsatz) und 1994 Vize-Weltmeister wurde.
Nach seiner aktiven Zeit als Spieler war er Markenbotschafter der AC Mailand, seit 2020 ist er Vizepräsident.

## Jugend
Baresi wurde am 8. Mai 1960 geboren und stammt aus Travagliato, einer Kleinstadt in der norditalienischen Provinz Brescia. Nach dem frühen Tod seiner Eltern wuchs er mit seinen älteren Brüdern auf. 1974 absolvierte er gemeinsam mit seinem Bruder Giuseppe ein Probetraining bei Inter Mailand. Allerdings wurde Franco als „körperlich zu schwach“ eingestuft und abgelehnt, während Giuseppe einen Vertrag erhielt und später 559 Partien für Internazionale bestritt. Der introvertierte und schweigsame Franco versuchte daraufhin sein Glück beim Lokalrivalen AC Mailand, die ihn schließlich aufnahmen und in ihrer Jugendabteilung Milanello fußballerisch ausbildeten.

## Vereinskarriere
Seinen Einstand in der italienischen Serie A gab der 17-jährige Baresi am letzten Spieltag der Saison 1977/78 (23. April 1978, 2:1-Sieg über Hellas Verona). Bereits in der folgenden Spielzeit (1978/79) erklärte ihn Trainer Nils Liedholm zum etatmäßigen Libero und Baresi gewann mit Milan – erstmals seit zehn Jahren – wieder die Meisterschaft (Scudetto). Er war in allen 30 Ligaspielen zum Einsatz gekommen und spielte noch mit der Vereinslegende Gianni Rivera zusammen, der seine lange Karriere anschließend beendete. Das folgende Jahr brachte einen herben Rückschlag: Milan belegte zwar am Saisonende den dritten Platz, war aber neben anderen Vereinen in einen Bestechungsskandal verwickelt und musste 1980 gemeinsam mit Lazio Rom in die Serie B absteigen. Doch Baresi blieb seinem Klub treu, selbst eine weitere Saison in der Zweitklassigkeit (1982/83) nahm er hin. Diese Loyalität wurde nach dem Abgang einiger Führungsspieler mit dem Kapitänsamt belohnt und der 22-Jährige avancierte zur neuen Identifikationsfigur. 1984 kehrte Baresi mit den Rossoneri in Italiens höchste Spielklasse zurück.
Nachdem der ambitionierte Unternehmer Silvio Berlusconi die Aktienmehrheit der AC Mailand erworben und Arrigo Sacchi zum neuen Trainer gemacht hatte, wurde die bislang erfolgreichste Phase der Klubgeschichte eingeleitet. Mit einer Kombination aus einer revolutionären Taktik deren Eckpfeiler Raumdeckung und Pressing waren, sowie der Verpflichtung internationaler Topstars wie Marco van Basten, Ruud Gullit und Frank Rijkaard stieg Mailand Ende der 1980er Jahre zu einem der bedeutendsten Klubs des Weltfußballs auf. 1987/88 konnte die Meisterschaft mit nur 14 Gegentoren gewonnen werden, sowohl 1989 wie 1990 folgten der Gewinn des Europapokals der Landesmeister (1989: 4:0 gegen Steaua Bukarest, 1990: 1:0 gegen Benfica Lissabon). Auch der UEFA-Supercup und der Weltpokal gingen zweimal in die  Lombardei – acht Titel in drei Jahren für die Gli immortali (die Unsterblichen). Neben den Offensivkünstlern galt die von Baresi geführte Abwehrreihe als eigentliches Prunkstück der Mailänder Erfolgsmannschaft. Vor ihm verteidigten Mauro Tassotti, Alessandro Costacurta und Paolo Maldini, weshalb dieses Abwehrbollwerk als eine der besten in der Geschichte des Klub-Fußballs angesehen wird. Nahezu legendär war die perfekt einstudierte Abseitsfalle, die sämtliche Gegner zur Verzweiflung bringen konnte. Der umsichtige Baresi war die zentrale Spielerpersönlichkeit, galt als Musterbeispiel für Disziplin und wurde auf Grund seiner eleganten Spielweise, in Anlehnung an Franz Beckenbauer, ehrfurchtsvoll Kaiser genannt. Neben einem geordneten Spielaufbau, überzeugte er durch Antizipation im Zweikampf oder wusste ein kompromissloses Tackling zu setzen. Der Ausnahmeverteidiger war ein zurückhaltender Charakter, der das Rampenlicht scheute, dafür auf dem Spielfeld umso mehr Ehrfurcht einflößte. Bezeichnenderweise belegte Baresi 1989 bei der Wahl zu Europas Fußballer des Jahres den zweiten Platz und erhielt 1990 die Auszeichnung als Italiens Fußballer des Jahres.
Auch unter dem neuen Trainer Fabio Capello blieb Milan die dominierende Mannschaft des italienischen Fußballs und gewann dreimal in Folge den Meistertitel. Durch seine Führungsqualitäten war Baresi ein maßgeblicher Faktor bei der Organisation und Motivation seiner Mannschaftskameraden. Die personell unveränderte Abwehr trat mittlerweile in der taktischen Organisation einer Viererkette ohne klassischen Libero auf, war aber weiterhin nahezu unüberwindbar: In der Meistersaison 1991/92 blieb die AC Mailand sogar ungeschlagen, was ihnen den Namen Gli invincibile (die Unbesiegbaren) einbrachte, 1993/94 kassierten sie in 34 Ligaspielen lediglich 15 Gegentore. Auch international zählte Milan weiter zu den führenden Vereinsmannschaften und erreichte dreimal hintereinander das Endspiel der neu gegründeten UEFA Champions League (1993 bis 1995), gewann allerdings nur das denkwürdige Finale von 1994 gegen den FC Barcelona mit 4:0. Baresi hatte die Partie auf Grund einer Gelbsperre verpasst. Auch im fortgeschrittenen Alter gehörte der Routinier weiter zur sportlichen Weltklasse und gewann 1995/96 seine sechste Meisterschaft.
Zum Ende der folgenden Spielzeit (1996/97) hatte Baresi sein Karriereende angekündigt und am 1. Juni 1997 bestritt der 37-Jährige sein letztes Spiel als Fußballprofi (0:1-Heimniederlage gegen Cagliari Calcio). Die Vereinsikone hatte eine Ära entscheidend mitgeprägt und in 19 Profi-Jahren insgesamt 719 Pflichtspiele (33 Tore) für die AC Mailand absolviert. Damit war Baresi zum damaligen Zeitpunkt Rekordspieler und die Marke wurde erst von seinem langjährigen Weggefährten Paolo Maldini übertroffen. Als Zeichen der Anerkennung erklärte der Klub, Baresis Trikot mit der Rückennummer 6 zukünftig nicht mehr zu vergeben. 1999 wurde er in einer Umfrage zu Milans Spieler des Jahrhunderts gewählt.

## Nationalmannschaft
In der italienischen Nationalmannschaft musste Franco Baresi lange auf seinen sportlichen Durchbruch warten. 1980 gehörte der 20-Jährige zwar zum italienischen EM-Kader, kam jedoch nicht zum Einsatz. Auch bei Italiens WM-Triumph 1982 stand er ohne Einsatzminute im Aufgebot von Trainer Enzo Bearzot. Sein erstes Länderspiel für die Squadra Azzurra bestritt er schließlich am 4. Dezember 1982 beim 0:0 in der EM-Qualifikation gegen Rumänien. Da der erfahrene Gaetano Scirea als Libero gesetzt war, musste Baresi auf der für ihn ungewohnten Position im defensiven Mittelfeld spielen. Nachdem er mit der AC Mailand schwierige Jahre in der zweiten Liga erlebte, wurde Baresi, im Gegensatz zu seinem Bruder Giuseppe, zunächst nicht mehr für die Nationalmannschaft berücksichtigt.
Erst unter dem neuen Nationaltrainer Azeglio Vicini kehrte Baresi am 8. Oktober 1986 in den Kreis der Squadra zurück und wurde etatmäßiger Libero. Bei der Europameisterschaft 1988 in der BRD, ging Baresi als Stammspieler in das Turnier und Italien scheiterte erst im Halbfinale an der Sowjetunion (0:2).
1990 war Italien Austragungsort der Weltmeisterschaft und der  Gastgeber strebte im eigenen Land den Titelgewinn an. Baresi war in absoluter Topverfassung und die Abwehrformation mit Giuseppe Bergomi, Riccardo Ferri, Paolo Maldini und eben Baresi war die stärkste des gesamten Turniers. Italien wurde ohne Gegentreffer souveräner Gruppensieger und kassierte erst im Halbfinale gegen Argentinien ein Tor. Nach 120 Minuten stand es 1:1 und die Entscheidung musste im Elfmeterschießen herbeigeführt werden. Die Argentinier behielten mit 4:3 die Oberhand (Baresi hatte zum 0:1 verwandelt) und Italien musste sich nach einem 2:1-Sieg über England mit dem Dritten Platz abfinden. Nach dem Turnier wurde Baresi in das All-Star-Team gewählt.
Zwar hatte er nach dem Turnier seinen Rücktritt aus der Nationalelf erklärt, revidierte seine Entscheidung jedoch bald, kehrte unter Arrigo Sacchi zurück und wurde neuer Kapitän. 1994 fuhr Baresi zu seiner dritten Weltmeisterschaft in die USA. Im zweiten Spiel der Vorrunde (1:0-Sieg über Norwegen), musste er wegen einer Knieverletzung nach 48 Minuten ausgewechselt werden. Jeder rechnete mit dem WM-Aus für den „Oldie“, doch im Finale gegen Brasilien lief Baresi auf. Er hielt die Abwehr 120 Minuten bis zum Elfmeterschießen zusammen, ehe er hier den ersten Schuss über das Tor setzte. Nach Fehlschüssen von Daniele Massaro und Roberto Baggio war Brasilien Weltmeister. Wieder bedeutete ein Elfmeterschießen das Aus für Baresis Traum vom Titel.
Dieses WM-Finale 1994 war Baresis vorletzter Auftritt für sein Heimatland. Danach bestritt er am 7. September 1994 in der Partie gegen Slowenien seine letzte Partie im Nationaltrikot und trat nach 81 Länderspielen endgültig aus der Squadra Azzurra zurück.

## Nach der aktiven Karriere
Nach seiner aktiven Karriere war Franco Baresi bei Milan von 2002 bis 2006 Jugendtrainer, anschließend Scout und Manager verschiedenen Positionen. Im Jahr 2002 übernahm er den Posten des Sportdirektors beim FC Fulham, kehrte aber schon nach zwei Monaten nach Mailand zurück, da ihm nicht genug Handlungsspielraum zugestanden wurde. Ab 2008 war er für die AC Mailand im Marketingbereich tätig, seit 2020 ist er Vizepräsident des Vereins.

## Erfolge

### AC Mailand
- Italienischer Meister (6): 1978/79, 1987/88, 1991/92, 1992/93, 1993/94, 1995/96
- Italienischer Supercup (4): 1988, 1992, 1993, 1994
- Europapokalsieger der Landesmeister / UEFA-Champions-League (3): 1989, 1990, 1994
- UEFA-Super-Cup (3): 1989, 1990, 1994
- Weltpokal (2): 1989, 1990
- Mitropacup: 1982

### Nationalmannschaft
- Weltmeister: 1982 (ohne Einsatz)
- Vize-Weltmeister: 1994
- WM-Dritter: 1990

### Individuelle Auszeichnungen
- 2. Platz bei der Wahl des Ballon d’Or Dream Teams (Innenverteidiger)
- FIFA 100
- Europas Fußballer des Jahres: Zweiter 1989
- Italiens Fußballer des Jahres: 1990
- Torschützenkönig des italienischen Pokals: 1990
- UEFA Golden Jubilee Poll: Platz 17
- Offizier des Verdienstordens der Italienischen Republik: 1991
- Hall of Fame der AC Milan